# 法國烹飪經典
法國烹飪經典（法語：Grande cuisine）是由廚師馬里-安托萬·卡雷姆，在18世紀所制定的料理標準，給予專門服務於皇家、貴族或是富商的廚師們，一套標準的烹飪製作標準流程，是法國烹飪史上第一套可以被重複複製、模仿的標準，是現代法式料理的基礎。

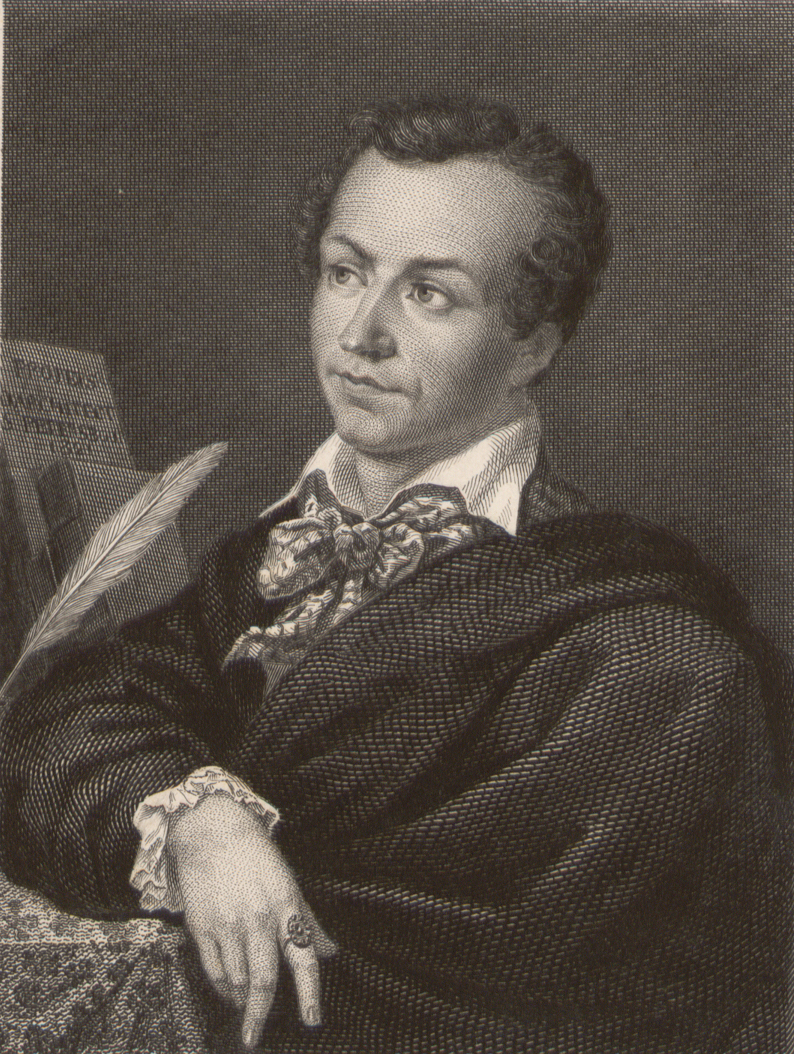
馬里-安托萬·卡雷姆

## 歷史沿革
法國烹飪經典，在法文寫作法語：或是法語：，專指的就是貴族階級使用的高級料理，也是指法國大型宴會、美食餐廳和豪華酒店的美食。此外，由於法國高級美食的聲譽，被其歷史和廚師視為世界參考，「法國烹飪經典」一詞也被用於國際奢侈料理的餐廳。
法國烹飪經典的特點是精心準備和呈現菜餚，每道菜色都經過非常複雜的料理程序，例如：羅西尼牛排因此通常料理成本所費不貲，除了主菜副菜等等以外，經常還會伴隨著昂貴稀有的高級葡萄酒。服務這些菜餚的酒店團隊，也是法國烹飪經典的規範項目之一。

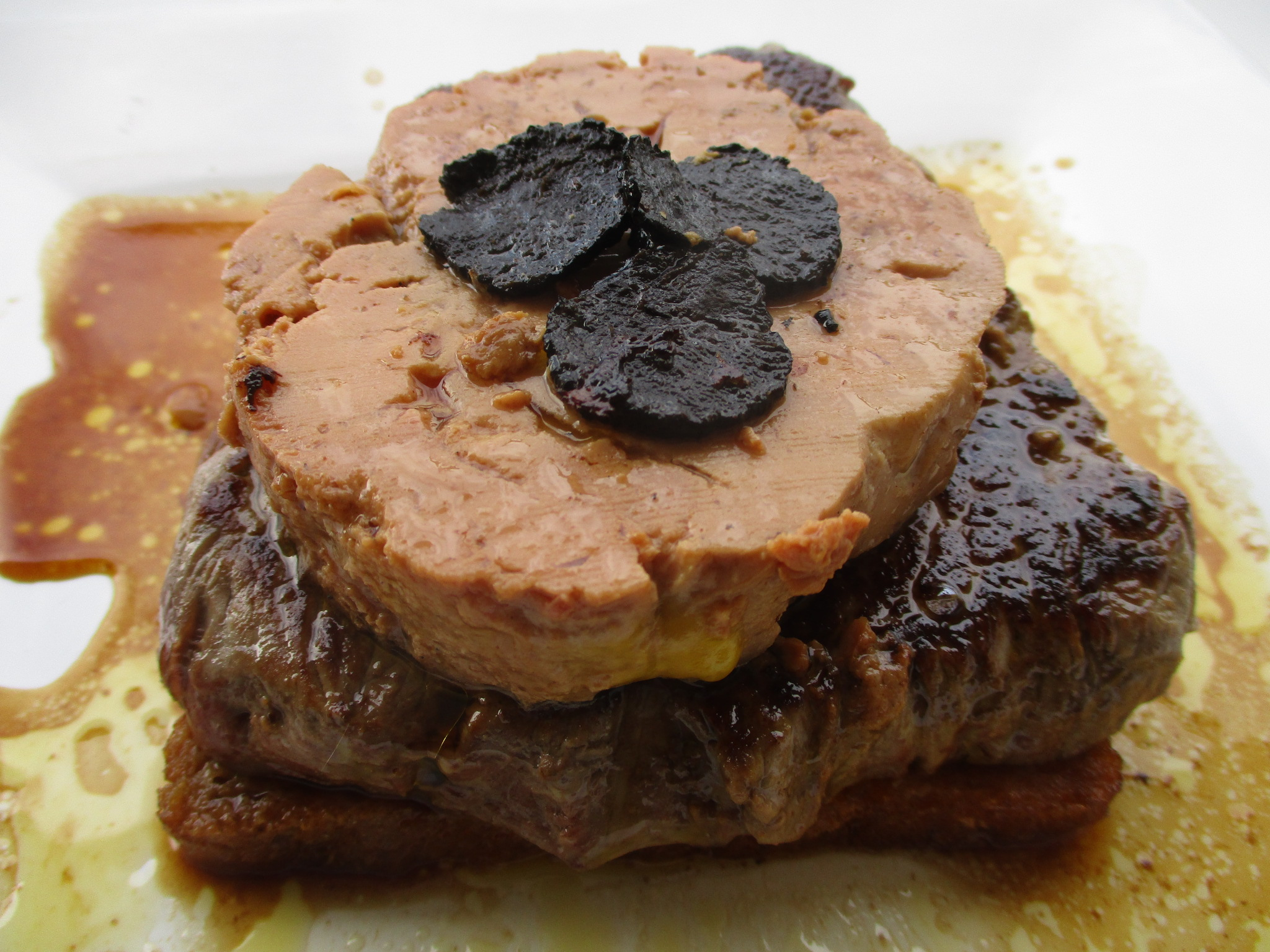
羅西尼牛排

法國烹飪經典從18世紀一直延續到20世紀，直到戈和米約提出新潮烹調（法語：Nouvelle cuisine）論述之後，才顛覆了將近兩世紀的法式料理思維。